# Апаурушея
Апауруше́я (IAST: Apauruṣeya «без автора») или апаурушеятва — санскритский термин, используемый для описания Вед — основных священных писаний индуизма, — как богооткровенных текстов, не имеющих автора, божественного или человеческого. Апаурушея-шабда — конкретная концепция, применяемая по отношению к Ведам.
Апаурушея является основным понятием в таких школах философии индуизма, как веданта и миманса, которые принимают Веды как сватах-прамана («самоверифицирующее, самоудостоверяющее знание»). Эти школы полагают, что Веды были «услышаны» святыми мудрецами риши. В мимансе утверждается, что так как Веды составлены из слов (шабда), слова, в свою очередь состоят из фонем, а фонемы — вечны, следовательно Веды также вечны. На вопрос о том, все ли слова и предложения являются вечными, философы мимансы отвечают, что для Вед правила сочетания фонем зафиксированы и предопределены — в этом состоит их фундаментальное отличие от других слов и предложений. В веданте также принимается линия подобных аргументов.